# Charli XCX
Charlotte Emma Aitchison, dite Charli XCX, née le 2 août 1992 à Cambridge (Royaume-Uni), est une auteure-compositrice-interprète, actrice et productrice britannique.
Elle commence dans la musique en 2006 en se produisant dans des rave parties, avant de sortir un premier album inédit en 2008 puis de signer un contrat d'enregistrement avec la maison de disques Atlantic Records en 2010. Depuis, elle a fait paraître six albums studio originaux, sortis entre 2013 et 2024.
Charli XCX a été décrite comme une figure du mouvement musical « hyperpop » des années 2010, bien qu’elle ait rejeté le terme sur les réseaux sociaux, déclarant qu’elle « ne s’identifie pas avec des genres musicaux ».

## Biographie

### Enfance
Charlotte Emma Aitchison est née à Cambridge, elle est issue d’un père écossais et d’une mère indienne d'Ouganda (la communauté indienne d'Ouganda (en) était historiquement importante). Elle a fréquenté le Bishop's Stortford College (en), puis a décidé de mettre ses études de côté en 2010 (à 18 ans).

### 14et premiers projets (2008-2012)
Aitchison commence à écrire ses propres chansons lorsqu’elle a 14 ans et commence à enregistrer son premier album avec l'aide de ses parents. En 2008, elle commence à poster des démos et des morceaux de l'album sur sa page Myspace. Elle attire alors l'attention d'un organisateur de fêtes illégales telles que des raves qui l'invite à se produire sur scène. La chanteuse choisit alors le nom de scène Charli XCX, son pseudonyme sur MSN. Elle sort deux singles, Franchesckaar! et une double face, Emelline/Art Bitch, avec le label Orgy Music. L'album qu'elle enregistre en parallèle, 14, n'est finalement jamais publié mais des exemplaires sont distribués durant les raves dans lesquelles elle se produit.
Elle signe chez Asylum Records en 2010 et arrête ensuite momentanément la musique durant une période où elle se dit « perdue ».
Entre mai et novembre 2011, XCX sort les singles Stay Away, puis Nuclear Seasons. Les deux titres sont produits par Ariel Rechtshaid et ne sont disponibles qu'au Royaume-Uni. Ils attirent l'attention du site musical Pitchfork qui décerna ces deux chansons « Meilleurs nouveaux titres »[source insuffisante]. En mai 2012, XCX sort sa première mixtape, Heartbreaks and Earthquakes, composée de huit titres. Durant la même année, elle réalise les premières parties des concerts de Santigold et de Coldplay. Sa deuxième mixtape, Super Ultra, est disponible sur son site web en novembre 2012[source insuffisante].

### True Romance(2012-2013)
En 2012, Charli XCX coécrit et chante en partie le titre I Love It du duo suédois Icona Pop. La même année, elle sort le single You're the One qui entre dans le classement des 20 Meilleures Chansons de l'année 2012 de Billboard. Le single You (Ha Ha Ha) sort l'année suivante et est quant à lui considéré comme une des meilleures chansons de 2013 par le Consequence of Sound.
Le premier album studio de la chanteuse, True Romance, est commercialisé en avril 2013 et est suivi par le single What I Like. L'album est décrit par son interprète comme « explorant chaque histoire d'amour qu'elle a vécue, et donc très honnête ». Ce premier opus est majoritairement bien reçu par les critiques musicales, obtenant une note de 76/100 sur Metacritic.

### FancyetSucker(2013-2015)

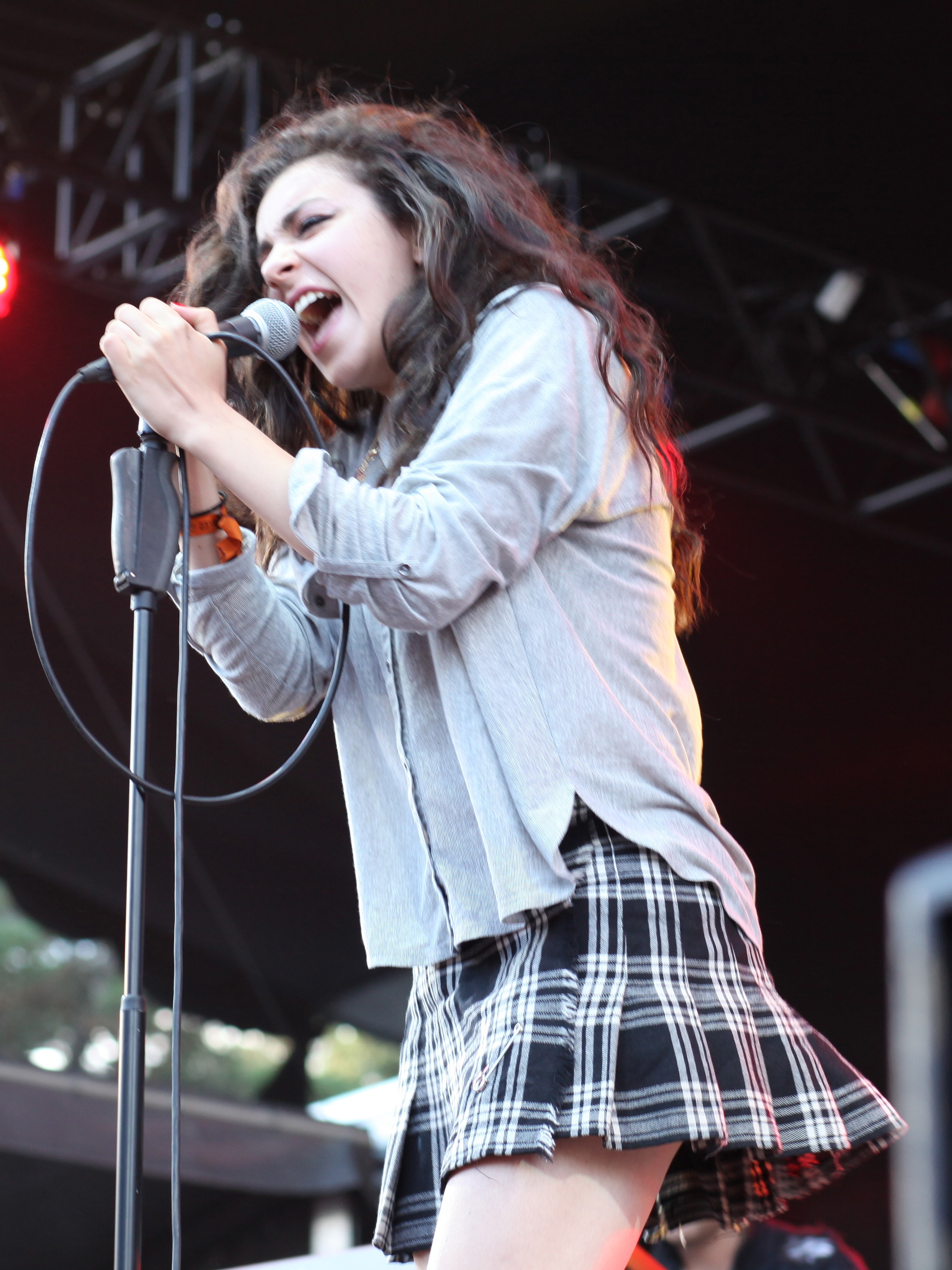
Charli sur la scène du festival Positivus en juillet 2013.

XCX commence à travailler sur son deuxième album studio en 2013. Elle sort plus tard dans l'année le single SuperLove, puis le titre Just Desserts en duo avec Marina and the Diamonds.
Début 2014, la chanteuse collabore avec la rappeuse australienne Iggy Azalea sur son titre Fancy, qui lui permet de se faire plus amplement connaître. Durant cette période, XCX écrit beaucoup de morceaux pour des artistes tels que Sky Ferreira, Neon Jungle, Ryn Weaver, Rihanna, Gwen Stefani et à nouveau Iggy Azalea. La même année, XCX interprète le titre Boom Clap pour le film Nos Étoiles Contraires. La chanson est un succès et est par la suite incluse dans l'album Sucker, qui est commercialisé en décembre 2014 en Amérique du Nord et en février 2015 en Europe. Le single Break the Rules sort ensuite et est lui aussi un succès et est dans les tops 10 musicaux d'Australie et d'Allemagne. Un duo, intitulé Doing It, avec la chanteuse britannique Rita Ora sort également. En parallèle, XCX effectue la première partie de la tournée internationale de Katy Perry, The Prismatic World Tour.
La chanteuse collabore avec les artistes Tinashe et Ty Dolla Sign sur le morceau Drop That Kitty. En juin et août 2015, XCX part en tournée dans les États-Unis, partageant les gros titres avec Jack Antonoff.

### Vroom Vroom, mixtapes et singles (2015-2018)

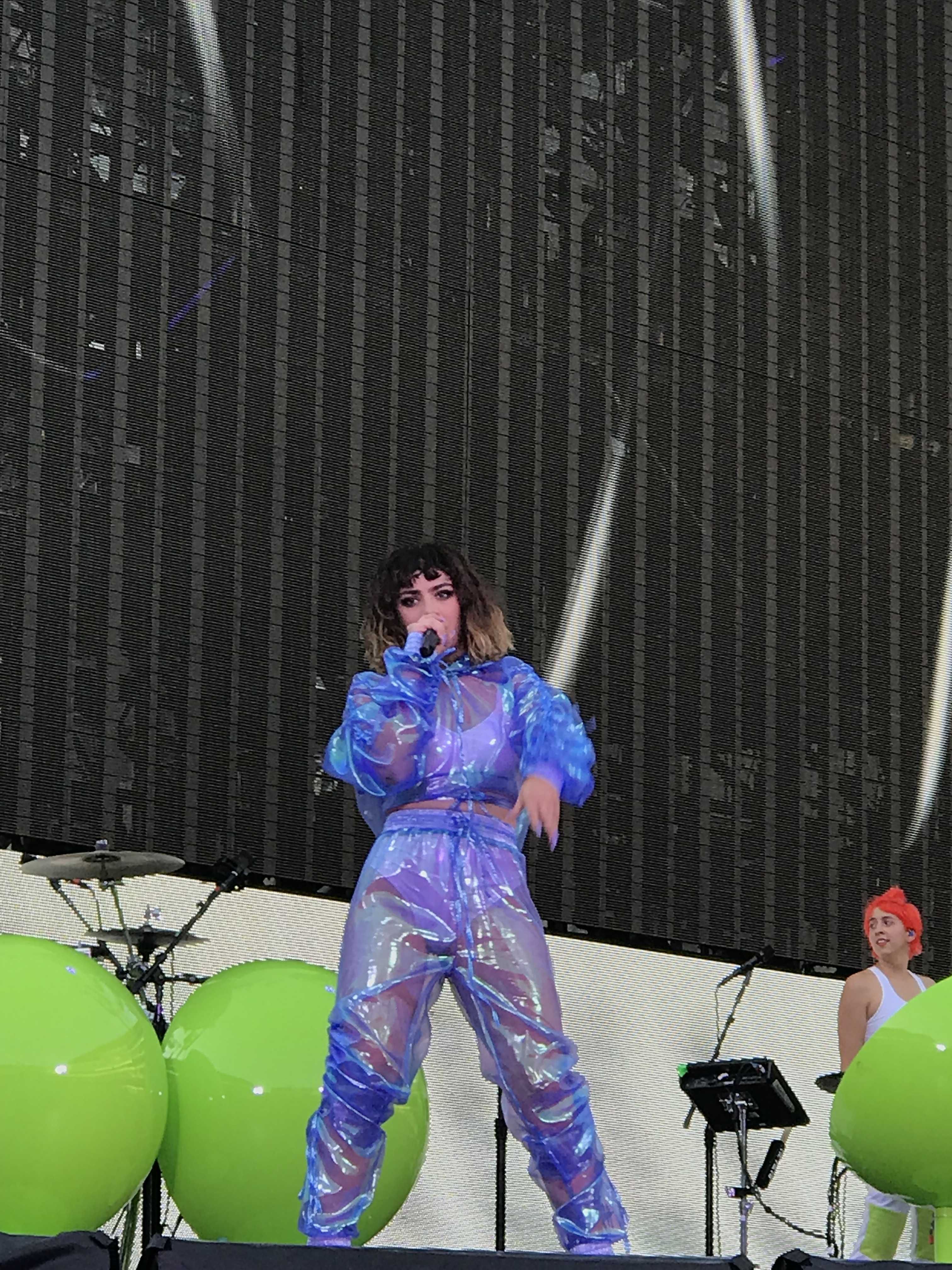
Charli XCX, jouant à la tournée Reputation Stadium Tour de Taylor Swift, en juillet 2018.

Lors d'une interview en juin 2015, XCX déclare travailler sur son troisième album studio qu'elle décrit comme « la chose la plus pop » qu'elle ait jamais faite. En février 2016, XCX crée le label Vroom Vroom Recordings et annonce qu'un EP intitulé Vroom Vroom sortira en tant que teaser pour son troisième album studio. Cet EP, produit par SOPHIE, signe le début de Charli XCX dans sa période hyperpop, et est considéré par un certain nombre d'auditeurs comme le premier jet du genre,. Elle déclarera plus tard en interview que Vroom Vroom est la chanson dont elle est la plus fière dans sa carrière.
Le single After the Afterparty sort le 28 octobre 2016. La chanson est en collaboration avec le rappeur américain Lil Yachty. Originellement désigné comme le premier single du prochain album de Charli XCX, il est plus tard annoncé que celui-ci ne sera pas inclus dans l'album[source secondaire souhaitée]. Début 2017, le morceau Bounce est promu à la télévision mais ne sort pas dans sa version studio[pertinence contestée]. Le titre est quant à lui extrait du prochain album de la chanteuse. L'album, originellement prévu pour sortir en mai 2017, sera disponible en 2018 du fait des fuites de beaucoup de titres de ce troisième opus[source secondaire souhaitée].
Le 7 mars 2017, Charli XCX annonce via son compte Twitter que sa troisième mixtape intitulée Number 1 Angel sortira le 10 mars. Le même jour, des billets pour un concert, promouvant la mixtape de la chanteuse, à Paris sont mis en vente et sont rapidement sold out. Le 16, 1 Night, un duo entre la chanteuse et l'auteur-compositeur-producteur britannique Mura Masa, sort[réf. souhaitée]. XCX participe également aux titres Love Gang de Whethan et Girls avec Bebe Rexha et Cardi B, de Rita Ora.
Le 26 juillet 2017, le premier single officiel du troisième album de la chanteuse à venir est dévoilé : il s'agit de Boys.
La suite de la mixtape Number 1 Angel, Pop 2, est publiée le 15 décembre 2017, et fait participer Carly Rae Jepsen, Tove Lo, ALMA, Caroline Polachek, Brooke Candy, Cupcakke, Pabllo Vittar, Dorian Electra, Mykki Blanco, Tommy Cash, Kim Petras, Jay Park et MØ. Le 15 mars 2018, Charli XCX joue en soutien à son album Pop 2 au El Rey Theatre de Los Angeles.
Depuis mai 2018, Charli XCX commence à participer en ouverture de la tournée Reputation Stadium Tour de Taylor Swift. Le 31 mai, elle publie le single 5 in the Morning, déjà joué pendant le Reputation Stadium Tour. Le 29 juin, elle sort les singles Focus et No Angel. Le 27 juillet 2018, elle publie le single Girls Night Out, qui était déjà joué en live auparavant et sorti sans autorisation en 2017. Le 6 septembre sort un remix de la chanson 100 Bad de la rappeuse Tommy Genesis où XCX apparaît durant le deuxième couplet[pertinence contestée]. Elle annonce le 1er octobre 2018 la sortie d'un single prénommé 1999, en duo avec le chanteur australien Troye Sivan pour le vendredi 5 octobre[réf. souhaitée]. Le clip vidéo sort le jeudi 11 octobre 2018 et multiplie les références aux années 1990 comme Steve Jobs, Eminem ou encore Matrix[source secondaire souhaitée]. Le 19 octobre 2018 paraît le deuxième album de la chanteuse danoise MØ nommé Forever Neverland, où apparaît Charli XCX pour une chanson nommée If It's Over[pertinence contestée].

### CharlietHow I'm Feeling Now(2019-2020)
Via ses réseaux sociaux, elle annonce la sortie de Blame It On Your Love en featuring avec la chanteuse Lizzo pour le 15 mai 2019, en tant que premier single de son prochain album. Elle interprète avec la chanteuse française Christine and the Queens une chanson inédite prénommée Gone au Primavera Sound Festival à Barcelone le 31 mai 2019. Elle sort officiellement le 17 juillet 2019, de même que le clip vidéo. La chanson et le clip vidéo de Spicy, revisitant Wannabe des Spice Girls, en collaboration avec Diplo et Hervé Pagez, sont mis en ligne le 1er juin 2019. Le 7 juin 2019 sort une chanson du groupe de K-Pop BTS, Dream Glow, sur laquelle XCX apparaît en featuring avec Jungkook, Jimin et Jin. Elle interprète le même jour une chanson inédite nommée 2099 avec Troye Sivan en marge de leur festival Go West. Cela marque donc la deuxième collaboration entre le chanteur australien et Charli XCX.
Le 13 juin 2019, elle annonce la sortie de son 3e album studio, Charli, pour le 13 septembre. Le 16 août 2019 sort Cross You Out en featuring avec Sky Ferreira, suivi de Warm le 30 août, où Charli XCX est accompagnée du groupe de pop-rock HAIM.
La chanteuse annonce le 6 avril 2020 via ses réseaux sociaux la sortie le 15 mai 2020 d'un album entièrement fait durant le confinement dû à la crise sanitaire du Covid-19 intitulé How I'm Feeling Now. Le premier single Forever sort le 9 avril 2020.

### Crash(2022-2023)
Charli XCX publie l'album Crash le 18 mars 2022, qui marque la fin de son engagement avec le label Atlantic Records. Contrairement à son précédent opus, que la chanteuse a enregistré seule durant la pandémie de Covid-19, Crash se distingue par plusieurs collaborations, dont Redcar, Caroline Polachek ou encore Rina Sawayama,, et abandonne le style hyperpop voire avant-pop de ses derniers projets pour des morceaux dance-pop et synthpop.

### Brat(2024-présent)

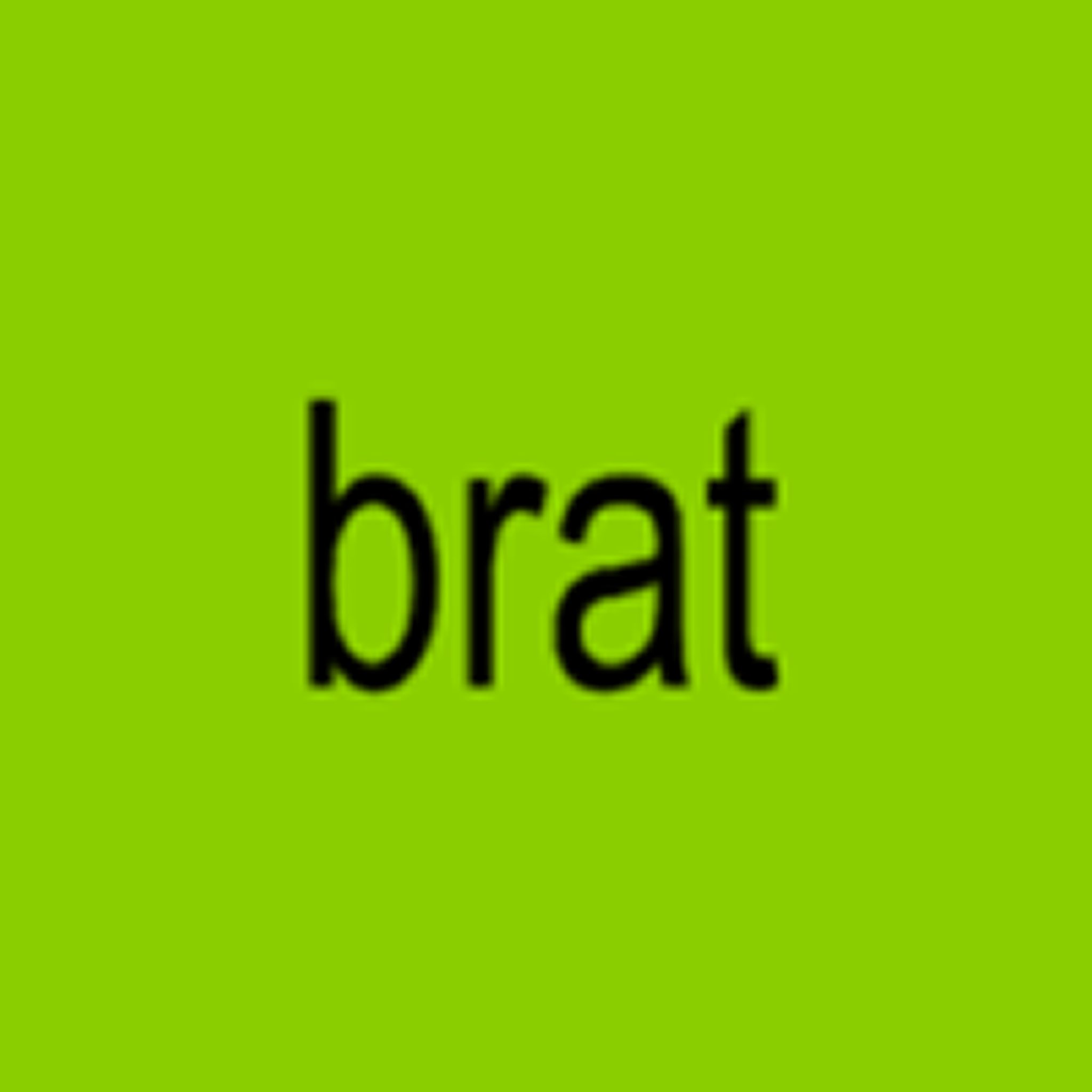
Pochette de l'album.

Le 29 février 2024, Charli XCX annonce son nouvel album, Brat (« peste » , ou « morveuse » ou « sale gosse » en français) avec le single Von Dutch. Prenant le contre-pied de l'album précédent aux sonorités plus douces,  le son y est abrasif, plus expérimental. Deux mois plus tard, le 3 avril 2024, elle sort 2 nouveaux singles : Club classics et B2b, auxquels viendra s'ajouter 360, sorti le 10 mai. Le 7 juin 2024, la chanteuse britannique sort son sixième album à la couverture minimaliste, composée du mot brat écrit en noir sur un fond vert fluo. L'album est une grosse réussite, sans doute peu pressentie initialement, et reçoit un accueil très positif de la critique. L'album va même lancer une tendance sur les réseaux sociaux, le Brat summer. Trois jours plus tard, le 10 juin 2024, Charli XCX sort une version étendue de son album intitulée Brat and its the same but there's three more songs so its not qui contient, comme son nom l'indique, trois titres en plus que l'album de base.
Le 11 octobre 2024 paraît une seconde réédition de l'album, Brat and it's completely different but also still brat, composée de remixes de toutes les chansons de Brat (à l'exception de Hello goodbye), chacune étant réinterprétée avec d'autres artistes, parmi lesquels figurent Addison Rae, Troye Sivan, The 1975, Robyn, Kesha ou encore Billie Eilish. Charli XCX avait dévoilé des extraits de cette réédition tout au long de l'année 2024, certains même avant la sortie de l'album Brat lui-même.

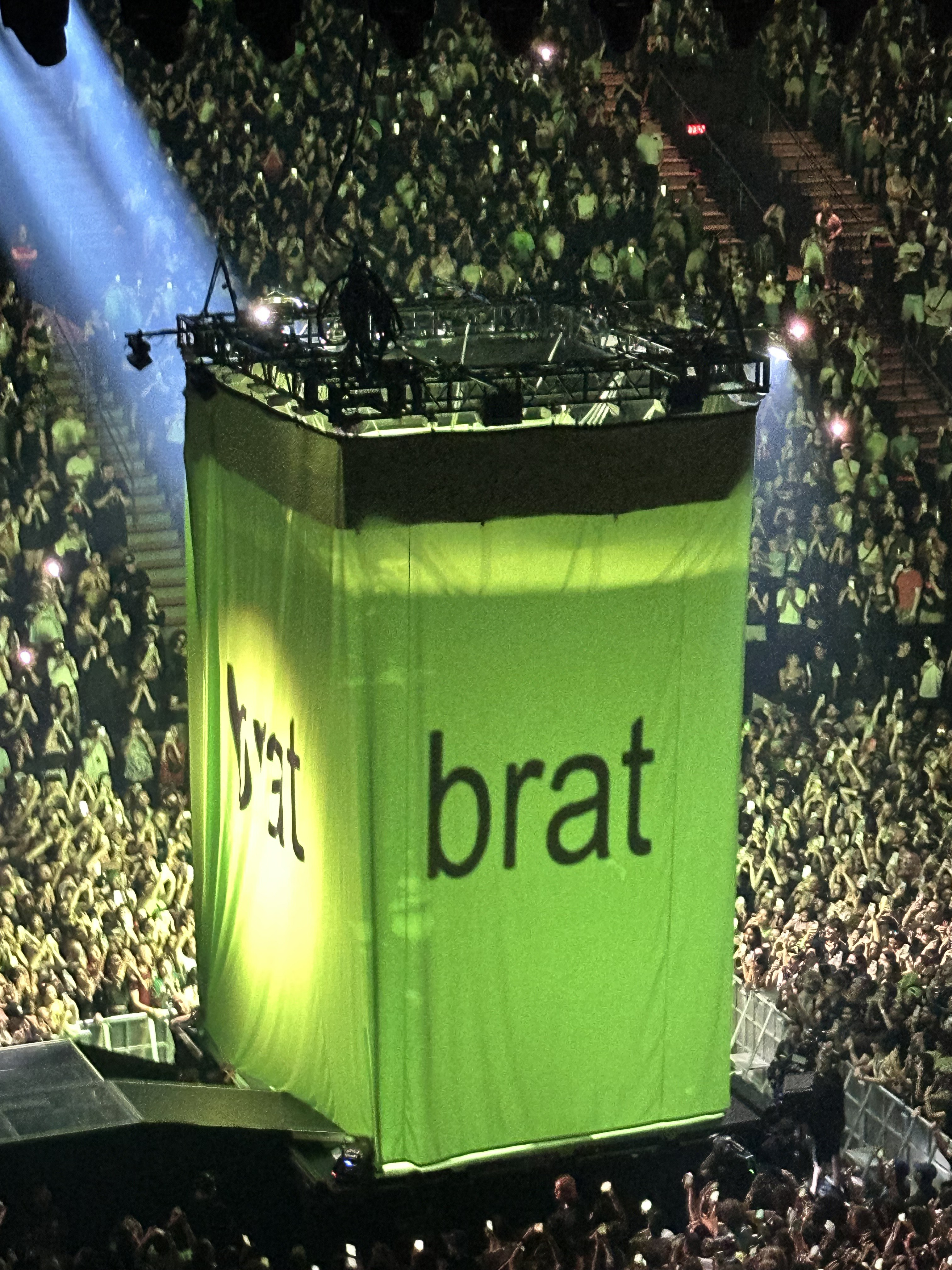
Spectacle du Brat Tour, Place Bell, septembre 2024

### Vie privée, vie publique et communauté LGBT+
Charli XCX bénéficie d'une grande popularité dans la communauté LGBT+, dont elle milite en faveur des droits, par exemple contre les thérapies de conversion. Néanmoins, elle ne s'identifie pas à cette communauté, mais à celle des personnes alliées. Elle s'excuse lorsque son trio avec Cardi B et Bebe Rexha sur le titre de Rita Ora Girls est critiqué pour l'image qu'il renvoie des femmes bisexuelles, qu'il devait célébrer, et déclare que sa carrière ne serait rien sans les personnes LGBT+.
Elle soutient Kamala Harris pour l'élection présidentielle américaine de 2024, déclarant que la candidate est « brat », ce qui a des résultats importants pour la popularité de la démocrate.
Charli XCX a une liaison avec l'acteur Huck Kwong entre 2014 et 2022. Elle officialise en 2022 son couple avec son partenaire professionnel le batteur George Daniel (en), avec qui elle se fiance en 2023. Ils se marient le 19 juillet 2025 à Londres. 
Elle est synesthète (chromesthète (en)).
Elle n'a aucune religion.

## Style musical et influences
Cette section ne s'appuie pas, ou pas assez, sur des sources secondaires ou tertiaires indépendantes du sujet. Le texte peut contenir des analyses inexactes ou inédites de sources primaires.
Pour l'améliorer, ajoutez-en, ou placez des modèles {{Source secondaire souhaitée}} ou {{Source secondaire nécessaire}} sur les passages mal sourcés. (novembre 2022)
Les chansons de XCX sont principalement décrites comme de l'electropop, pop punk, gothic pop, synthpop, alternative pop, et de la dance-pop. Ses premiers enregistrements sont décrits comme du dark wave et du Witch house tandis que son EP Vroom Vroom est décrit comme de l'avant-pop, contenant beaucoup de bubblegum pop, ou hyperpop.
Les artistes ayant influencés XCX sont Britney Spears, Shampoo, No Doubt, T.A.T.u., The Donnas, Bikini Kill, Martika, The Cure, The Feminine Complex, Siouxsie and the Banshees, Donna Summer, Marilyn Manson, Spice Girls, Uffie, Brooke Candy, Lil Wayne, Kate Bush, Twin Peaks, Paris Hilton, Justice, Crystal Castles, Calvin Harris, Björk, Quentin Tarantino et Siouxsie Sioux. Elle a décrit cette dernière comme « son héroïne » et Rihanna comme sa « pop girl » préférée.
The Hives, Weezer, Ramones et les yé-yé de 1960 l'ont beaucoup influencée pour son second album. XCX pense que les meilleurs artistes sont « ceux qui se réinventent constamment » comme Madonna ou encore David Bowie. Les artistes avec qui elle voudrait le plus collaborer seraient Björk, Kate Bush et Dionne Warwick. Certains des morceaux favoris de XCX sont Addicted to Love de Robert Palmer, Set Adrift on Memory Bliss de P.M. Dawn, Ricky de Uffie, Fools Rush In de Bow Wow Wow, Initials B.B. de Serge Gainsbourg, Just Like Heaven de The Cure, Stars Are Blind de Paris Hilton, et Gimme More et Piece of Me de Britney Spears.
La voix de XCX est régulièrement comparée à celles de Gwen Stefani et de Marina and the Diamonds.

## Discographie

### Albums studio
- 2008 : 14
- 2013 : True Romance
- 2015 : Sucker
- 2019 : Charli
- 2020 : How I'm Feeling Now
- 2022 : Crash
- 2024 : Brat
- 2024 : Brat and it’s completely different but also still brat

### Mixtapes
- 2012 : Heartbreaks and Earthquakes
- 2012 : Super Ultra
- 2017 : Number 1 Angel
- 2017 : Pop 2

### EP
- 2012 : iTunes Festival: London 2012
- 2016 : Vroom Vroom

### Collaborations
| Année | Titre                               | Artiste en featuring                                          | Nationalité de l'artiste       | Album/Single                                                          |
| ----- | ----------------------------------- | ------------------------------------------------------------- | ------------------------------ | --------------------------------------------------------------------- |
| 2011  | End Of The World                    | Alex Metric (en)                                              | Drapeau du Royaume-Uni         | End Of The World                                                      |
| 2011  | Lost in Space                       | Starkey                                                       | Drapeau des États-Unis         | Lost in Space                                                         |
| 2012  | I Love It                           | Icona Pop feat Charli XCX                                     | Drapeau de la Suède            | I Love It                                                             |
| 2013  | Just Desserts                       | MARINA feat Charli XCX                                        | Drapeau du pays de Galles      | Just Desserts                                                         |
| 2013  | Smile                               | Benga feat Charli XCX                                         | Drapeau du Royaume-Uni         | Chapter II                                                            |
| 2013  | You (Ha Ha Ha) (Remix)              | Goldroom                                                      | Drapeau des États-Unis         | You (Ha Ha Ha)                                                        |
| 2013  | You (Ha Ha Ha) (Remix)              | MS MR                                                         | Drapeau des États-Unis         | You (Ha Ha Ha)                                                        |
| 2013  | You (Ha Ha Ha) (Remix)              | Burns (en)                                                    | Drapeau du Royaume-Uni         | You (Ha Ha Ha)                                                        |
| 2013  | You (Ha Ha Ha) (Remix)              | Melé                                                          | Drapeau du Royaume-Uni         | You (Ha Ha Ha)                                                        |
| 2013  | You (Ha Ha Ha) (Remix)              | Lindstrøm                                                     | Drapeau de la Norvège          | You (Ha Ha Ha)                                                        |
| 2013  | Nuclear Seasons (Remix)             | Hackman                                                       | Drapeau du Royaume-Uni         | True Romance (Deluxe)                                                 |
| 2013  | Nuclear Seasons (Remix)             | Balem Acab                                                    | Drapeau des États-Unis         | True Romance (Deluxe)                                                 |
| 2013  | Cloud Aura                          | Brooke Candy                                                  | Drapeau des États-Unis         | True Romance (Deluxe)                                                 |
| 2013  | You're The One (Remix)              | Mike G                                                        | Drapeau des États-Unis         | True Romance (Deluxe)                                                 |
| 2013  | You're The One (Remix)              | Blood Orange                                                  | Drapeau du Royaume-Uni         | True Romance (Deluxe)                                                 |
| 2013  | You're The One (Remix)              | Loadstar (en)                                                 | Drapeau du Royaume-Uni         | True Romance (Deluxe)                                                 |
| 2013  | You're The One (Remix)              | Climbers                                                      | Drapeau du Mexique             | True Romance (Deluxe)                                                 |
| 2013  | You're The One (Remix)              | St. Lucia (en)                                                | -                              | True Romance (Deluxe)                                                 |
| 2013  | Stay Away (Remix)                   | T. Williams                                                   | Drapeau du Royaume-Uni         | True Romance (Deluxe)                                                 |
| 2013  | Stay Away (Remix)                   | Salem's Angel                                                 | Drapeau des États-Unis         | True Romance (Deluxe)                                                 |
| 2013  | What I Like (Remix)                 | Danny Brown                                                   | Drapeau des États-Unis         | What I Like (Remixes)                                                 |
| 2013  | What I Like (Remix)                 | Blood Diamond                                                 | Drapeau des États-Unis         | What I Like (Remixes)                                                 |
| 2013  | What I Like (Remix)                 | Com Truise                                                    | Drapeau des États-Unis         | What I Like (Remixes)                                                 |
| 2013  | What I Like (Remix)                 | Bohdi                                                         | Drapeau du Royaume-Uni         | What I Like (Remixes)                                                 |
| 2013  | Illusions of                        | J£ZUS MILLION feat Charli XCX                                 | Drapeau du Royaume-Uni         | Illusions of                                                          |
| 2013  | Float On                            | Danny Brown feat Charli XCX                                   | Drapeau des États-Unis         | Old                                                                   |
| 2014  | Fancy                               | Iggy Azalea feat Charli XCX                                   | Drapeau de l'Australie         | The New Classic                                                       |
| 2014  | Boom Clap (Remix)                   | Aeroplane (en)                                                | Drapeau de la Belgique         | Boom Clap (Remixes)                                                   |
| 2014  | Boom Clap (Remix)                   | Surkin                                                        | Drapeau de la France           | Boom Clap (Remixes)                                                   |
| 2014  | Boom Clap (Remix)                   | ASTR (en)                                                     | Drapeau des États-Unis         | Boom Clap (Remixes)                                                   |
| 2014  | Boom Clap (Remix)                   | Cahill (en)                                                   | Drapeau du Royaume-Uni         | Boom Clap (Remixes)                                                   |
| 2014  | Break The Rules (Remix)             | Tiësto                                                        | Drapeau des Pays-Bas           | Break The Rules (Remixes)                                             |
| 2014  | Break The Rules (Remix)             | ODESZA                                                        | Drapeau des États-Unis         | Break The Rules (Remixes)                                             |
| 2014  | Break The Rules (Remix)             | Broods                                                        | Drapeau de la Nouvelle-Zélande | Break The Rules (Remixes)                                             |
| 2014  | Kingdom                             | Simon Le Bon                                                  | Drapeau du Royaume-Uni         | Hunger Games : La Révolte, partie 1                                   |
| 2015  | Doing It                            | Rita Ora                                                      | (-)                            | SUCKER                                                                |
| 2015  | Drop That Kitty                     | Ty Dolla Sign et Tinashe                                      | Drapeau des États-Unis         | Drop That Kitty                                                       |
| 2015  | Diamonds                            | Giorgio Moroder                                               | Drapeau de l'Italie            | Diamonds                                                              |
| 2015  | Rollercoaster                       | Bleachers                                                     | Drapeau des États-Unis         | Terrible Thrils Vol.2                                                 |
| 2015  | Oz Vs. Eden                         | Lawrence Rothman (en)                                         | Drapeau des États-Unis         | Oz Vs. Eden                                                           |
| 2016  | Paradise                            | Hannah Diamond (en)                                           | Drapeau du Royaume-Uni         | Vroom Vroom EP                                                        |
| 2016  | Hand In The Fire                    | Mr. Oizo feat Charli XCX                                      | Drapeau de la France           | All Wet                                                               |
| 2016  | For U                               | Miike Snow                                                    | Drapeau de la Suède            | For U                                                                 |
| 2016  | After the Afterparty                | Lil Yachty                                                    | Drapeau des États-Unis         | After the Afterparty                                                  |
| 2016  | After the Afterparty (Remix)        | Lil Yachty et Alan Walker                                     | et                             | After the Afterparty (Remixes)                                        |
| 2016  | After the Afterparty (Remix)        | Lil Yachty et Jax Jones                                       | et                             | After the Afterparty (feat Lil Yachty) (The Remixes)                  |
| 2016  | After the Afterparty (Remix)        | Lil Yachty et Danny L Harle                                   | et                             | After the Afterparty (feat Lil Yachty) (The Remixes)                  |
| 2016  | After the Afterparty (Remix)        | Lil Yachty et Chocolate Puma                                  | et                             | After the Afterparty (feat Lil Yachty) (The Remixes)                  |
| 2016  | After the Afterparty (Remix)        | Lil Yachty et Vice (en)                                       | Drapeau des États-Unis         | After the Afterparty (feat Lil Yachty) (The Remixes)                  |
| 2016  | Deadstream (Rostam Version)         | Jim-E Stack (en) et Rostam                                    | Drapeau des États-Unis         | It's Jim-ee                                                           |
| 2017  | 中田ヤスタカ - Crazy Crazy          | Yasutaka Nakata feat Charli XCX et Kyary Pamyu Pamyu          | Drapeau du Japon               | 中田ヤスタカ - Crazy Crazy (feat. Charli XCX & Kyary Pamyu Pamyu)     |
| 2017  | After the Afterparty (VIP Mix)      | RAYE, Stefflon Don et Rita Ora                                | et (-)                         | After the Afterparty (feat RAYE, Stefflon Don and Rita Ora) (VIP Mix) |
| 2017  | Dreamer                             | RAYE et Starrah (en)                                          | et                             | Number 1 Angel                                                        |
| 2017  | 3AM (Pull Up)                       | MØ                                                            | Drapeau du Danemark            | Number 1 Angel                                                        |
| 2017  | Babygirl                            | Uffie                                                         | Drapeau des États-Unis         | Number 1 Angel                                                        |
| 2017  | Drugs                               | ABRA                                                          | Drapeau des États-Unis         | Number 1 Angel                                                        |
| 2017  | Lipgloss                            | Cupcakke                                                      | Drapeau des États-Unis         | Number 1 Angel                                                        |
| 2017  | 1 Night                             | Mura Masa                                                     | Drapeau du Royaume-Uni         | Mura Masa                                                             |
| 2017  | Love Gang                           | Whethan (en)                                                  | Drapeau des États-Unis         | Love Gang                                                             |
| 2017  | Boys (Remix)                        | DROELOE (en)                                                  | Drapeau des Pays-Bas           | Boys (Remixes)                                                        |
| 2017  | Boys (Remix)                        | Nevada (en)                                                   | Drapeau des États-Unis         | Boys (Remixes)                                                        |
| 2017  | Boys (Remix)                        | Coldabank                                                     | Drapeau du Royaume-Uni         | Boys (Remixes)                                                        |
| 2017  | Dirty Sexy Money                    | David Guetta, Afrojack feat Charli XCX et French Montana      | , et -                         | 7                                                                     |
| 2017  | I'm a Dream                         | BC Unidos                                                     | Drapeau de la Suède            | Bicycle                                                               |
| 2017  | Bitches                             | Tove Lo feat Charli XCX, Icona Pop, Elliphant et Alma         | et                             | Blue Lips                                                             |
| 2017  | Out of My Head                      | Tove Lo et Alma                                               | et                             | Pop 2                                                                 |
| 2017  | Unlock It (Lock It)                 | Kim Petras et Jay Park                                        | et -                           | Pop 2                                                                 |
| 2017  | I Got It                            | Brooke Candy, Cupcakke et Pabllo Vittar                       | et                             | Pop 2                                                                 |
| 2017  | Backseat                            | Carly Rae Jepsen                                              | Drapeau du Canada              | Pop 2                                                                 |
| 2017  | Tears                               | Caroline Polachek                                             | Drapeau des États-Unis         | Pop 2                                                                 |
| 2017  | Femmebot                            | Dorian Electra et Mykki Blanco                                | Drapeau des États-Unis         | Pop 2                                                                 |
| 2017  | Delicious                           | Tommy Cash                                                    | Drapeau de l'Estonie           | Pop 2                                                                 |
| 2017  | Porsche                             | MØ                                                            | Drapeau du Danemark            | Pop 2                                                                 |
| 2018  | Don't Delete The Kisses             | Wolf Alice feat Charli XCX et Post Precious                   | et                             | Don't Delete The Kisses (Charli XCX x Post Precious Remix)            |
| 2018  | Girls                               | Rita Ora, Bebe Rexha et Cardi B                               | (-) et                         | Phoenix (en)                                                          |
| 2018  | Moonlight                           | Lil Xan                                                       | Drapeau des États-Unis         | Total Xanarchy                                                        |
| 2018  | 100 Bad (Charli XCX Remix)          | Tommy Genesis                                                 | Drapeau du Canada              | Tommy Genesis                                                         |
| 2018  | Focus (Remix)                       | Yaeji                                                         | Drapeau des États-Unis         | Focus (Remix)                                                         |
| 2018  | 1999                                | Troye Sivan                                                   | Drapeau de l'Australie         | 1999                                                                  |
| 2018  | 1999 (Remix)                        | Troye Sivan et Alphalove                                      | et                             | 1999 (Remixes)                                                        |
| 2018  | 1999 (Remix)                        | Troye Sivan et Easyfun (en)                                   | et                             | 1999 (Remixes)                                                        |
| 2018  | 1999 (Remix)                        | Troye Sivan et Michael Calfan                                 | et                             | 1999 (Remixes)                                                        |
| 2018  | 1999 (Remix)                        | Troye Sivan et R3HAB                                          | et                             | 1999 (Remixes)                                                        |
| 2018  | 1999 (Remix)                        | Troye Sivan et Carta                                          | et                             | 1999 (Remixes)                                                        |
| 2018  | 1999 (Remix)                        | Troye Sivan et Super Cruel (en)                               | Drapeau de l'Australie         | 1999 (Remixes)                                                        |
| 2018  | 1999 (Remix)                        | Troye Sivan et Young Franco (en)                              | Drapeau de l'Australie         | 1999 (Remixes)                                                        |
| 2018  | 1999 (Remix)                        | Troye Sivan et Dipha Barus                                    | et                             | 1999 (Remixes)                                                        |
| 2018  | 1999 (Remix)                        | Troye Sivan et The Knocks                                     | et                             | 1999 (Remixes)                                                        |
| 2018  | If It's Over                        | MØ                                                            | Drapeau du Danemark            | Forever Neverland                                                     |
| 2018  | Playboy Style                       | Clean Bandit feat Charli XCX et Danielle Bregoli              | et                             | What Is Love ?                                                        |
| 2018  | Cool 3D World                       | Tommy Cash feat Charli XCX                                    | Drapeau de l'Estonie           | ¥€$                                                                   |
| 2019  | 1999 (Stripped)                     | Troye Sivan                                                   | Drapeau de l'Australie         | 1999 (Stripped)                                                       |
| 2019  | Blame It On Your Love               | Lizzo                                                         | Drapeau des États-Unis         | Charli                                                                |
| 2019  | Blame It On Your Love (Remix)       | Lizzo et Back N Fourth                                        | et                             | Blame It On Your Love (Remixes)                                       |
| 2019  | Blame It On Your Love (Remix)       | Lizzo et Kat Krazy                                            | et                             | Blame It On Your Love (Remixes)                                       |
| 2019  | Blame It On Your Love (Remix)       | Lizzo, SeeB et Kid Joki                                       | , et                           | Blame It On Your Love (Remixes)                                       |
| 2019  | Blame It On Your Love (Remix)       | Lizzo et Dylan Brady (en)                                     | Drapeau des États-Unis         | Blame It On Your Love (Remixes)                                       |
| 2019  | Spicy                               | Herve Pagez feat Diplo et Charli XCX                          | , (et )                        | Spicy (with Diplo & Charli XCX) (en)                                  |
| 2019  | Dream Glow                          | Jin, Jimin et Jungkook de BTS (feat Charli XCX)               | (+ )                           | Dream Glow (BTS World Original Soundtrack) (Pt.1)                     |
| 2019  | XXXTC                               | Brooke Candy et Maliibu Miitch (en)                           | Drapeau des États-Unis         | Sexorcism                                                             |
| 2019  | Gone                                | Christine and the Queens                                      | Drapeau de la France           | Charli                                                                |
| 2019  | Flash Pose                          | Pabllo Vittar                                                 | Drapeau du Brésil              | Flash Pose                                                            |
| 2019  | Gone (Remix)                        | Christine and the Queens et The Wild                          | et ?                           | Gone (Remixes)                                                        |
| 2019  | Gone (Remix)                        | Christine and the Queens et Clarence Clarity (en)             | et                             | Gone (Remixes)                                                        |
| 2019  | Gone (Remix)                        | Christine and the Queens et Devault                           | et                             | Gone (Remixes)                                                        |
| 2019  | Gone (Remix)                        | Christine and the Queens et Nina Kraviz                       | et                             | Gone (Happy Nina Kraviz Mix)                                          |
| 2019  | Cross You Out                       | Sky Ferreira                                                  | Drapeau des États-Unis         | Charli                                                                |
| 2019  | Warm                                | HAIM                                                          | Drapeau des États-Unis         | Charli                                                                |
| 2019  | February 2017                       | Clairo et Yaeji                                               | Drapeau des États-Unis         | Charli                                                                |
| 2019  | 2099                                | Troye Sivan                                                   | Drapeau de l'Australie         | Charli                                                                |
| 2019  | Shake It                            | Big Freedia (en), Brooke Candy, Cupcakke et Pabllo Vittar     | et                             | Charli                                                                |
| 2019  | Spicy (Remix)                       | Herve Pagez feat Diplo et Charli XCX (Majestic (en) Remix)    | , (et )                        | Spicy (with Diplo & Charli XCX) (Remixes) (en)                        |
| 2019  | Spicy (Remix)                       | Herve Pagez feat Diplo et Charli XCX (Banx & Ranx (en) Remix) | , (et ) +                      | Spicy (with Diplo & Charli XCX) (Remixes) (en)                        |
| 2019  | Spicy (Remix)                       | Herve Pagez feat Diplo et Charli XCX                          | , (et )                        | Spicy (with Diplo & Charli XCX) (Remixes) (en)                        |
| 2019  | Click (No Boys Remix)               | Kim Petras et Slayyyter                                       | et                             | Click (No Boys Remix)                                                 |
| 2019  | Flash Pose (Amazon Original)        | Pabllo Vittar                                                 | Drapeau du Brésil              | Flash Pose (Amazon Original)                                          |
| 2019  | White Mercedes (Miami Sunset Remix) | EDX                                                           | -                              | White Mercedes (Miami Sunset Remix)                                   |
| 2019  | White Mercedes (Remix)              | Marvin Vogel                                                  | Drapeau de l'Allemagne         | White Mercedes (Remix)                                                |
| 2019  | White Mercedes (Remix)              | PBH & Jack                                                    | -                              | White Mercedes (Remix)                                                |
| 2019  | 2099 (Remix)                        | Troye Sivan et Montell2099                                    | et                             | 2099 (Remix)                                                          |
| 2019  | Bricks                              | Tommy Genesis                                                 | Drapeau du Canada              | Bricks                                                                |
| 2019  | ringtone (Remix)                    | 100 Gecs, Rico Nasty et Kero Kero Bonito                      | et                             | 1000 Gecs                                                             |
| 2020  | Drama (Remix)                       | Mechatok et Bladee                                            | et                             | Good Luck                                                             |
| 2021  | CHARGER                             | ELIO                                                          | -                              | CHARGER                                                               |
| 2021  | Spinning                            | No Rome (en) feat Charli XCX & The 1975                       | - et                           | Spinning                                                              |
| 2021  | Spinning (A. G. Cook Remixes)       | No Rome (en) feat Charli XCX & The 1975 et A. G. Cook         | - et                           | Spinning (A. G. Cook Remixes)                                         |
| 2021  | Xcxoplex                            | A. G. Cook                                                    | Drapeau du Royaume-Uni         | Xcxoplex                                                              |
| 2021  | Out Out                             | Joel Corry et Jax Jones feat Charli XCX et Saweetie           | et                             | Another Friday Night                                                  |
| 2021  | 911 (Remix)                         | Lady Gaga feat A. G. Cook et Charli XCX                       | et                             | Dawn of Chromatica                                                    |
| 2021  | Good Ones (Remix)                   | Joel Corry                                                    | Drapeau du Royaume-Uni         | Good Ones (Remix)                                                     |
| 2021  | Good Ones (Remix)                   | That Kind                                                     | Drapeau du Royaume-Uni         | Good Ones (Remix)                                                     |
| 2021  | Good Ones (Remix)                   | Perfume Genius                                                | Drapeau des États-Unis         | Good Ones (Remix)                                                     |
| 2021  | New Shapes                          | Christine and the Queens et Caroline Polachek                 | et                             | Crash                                                                 |
| 2022  | Beg For You                         | Rina Sawayama                                                 | -                              | Crash                                                                 |
| 2022  | Beg For You (Remix)                 | Rina Sawayama et Jodie Harsh (en)                             | - et                           | Beg For You (Remixes)                                                 |
| 2022  | Beg For You (Remix)                 | Rina Sawayama, A. G. Cook et Vernon (en) de Seventeen         | -, et -                        | Beg For You (Remixes)                                                 |
| 2022  | Used To Know Me (Remix)             | Dopamine                                                      | Drapeau du Canada              | Used To Know Me (Remix)                                               |
| 2022  | Used To Know Me (Remix)             | Yunè Pinku (en)                                               | Drapeau du Royaume-Uni         | Used To Know Me (Remix)                                               |
| 2022  | Hot In It                           | Tiësto                                                        | Drapeau des Pays-Bas           | Hot In It                                                             |
| 2022  | Hot In It (Remix)                   | Tiësto                                                        | Drapeau des Pays-Bas           | Hot In It (Tiësto's Hotter Mix)                                       |
| 2022  | Hot In It (Remix)                   | Tiësto et Riton                                               | et                             | Hot In It (Riton Remix)                                               |
| 2023  | Welcome To My Island (Remix)        | Caroline Polachek feat Charli XCX et George Daniel            | et (+ )                        | Welcome To My Island (Remix)                                          |
| 2023  | No Body                             | EASYFUN (en)                                                  | Drapeau du Royaume-Uni         | No Body                                                               |
| 2023  | 2 die 4                             | Addison Rae feat Charli XCX                                   | (et )                          | AR                                                                    |
| 2023  | Speed Drive (Remix)                 | jamesjamesjames                                               | Drapeau de l'Australie         | Speed Drive (Remix)                                                   |
| 2023  | In The City                         | Sam Smith                                                     | Drapeau du Royaume-Uni         | In The City                                                           |
| 2023  | In The City (Remix)                 | DJ HEARTSTRING                                                | Drapeau de l'Allemagne         | In The City (Remix)                                                   |
| 2023  | Heavy                               | Thy Slaughter                                                 | Drapeau du Royaume-Uni         | Soft Rock                                                             |
| 2024  | Von dutch                           | Addison Rae et A. G. Cook                                     | et                             | Brat and it's completely different but also still brat                |
| 2024  | Von dutch (Remix)                   | Skream et Benga                                               | Drapeau du Royaume-Uni         | Von dutch (Remix with skream and benga)                               |
| 2024  | Britpop                             | A. G. Cook feat Charli XCX                                    | Drapeau du Royaume-Uni         | Britpop                                                               |
| 2024  | Lucifer                             | A. G. Cook feat Charli XCX, Noonie Bao, Addison Rae et Leland | , et                           | Britpop                                                               |
| 2024  | 360                                 | Robyn et Yung Lean                                            | Drapeau de la Suède            | Brat and it's completely different but also still brat (en)           |
| 2024  | Girl, so confusing                  | Lorde                                                         | -                              | Brat and it's completely different but also still brat (en)           |
| 2024  | Guess                               | Billie Eilish                                                 | Drapeau des États-Unis         | Brat and it's completely different but also still brat (en)           |
| 2024  | Talk talk                           | Troye Sivan (+ Dua Lipa backing vocals)                       | et -                           | Brat and it's completely different but also still brat (en)           |
| 2024  | Club classics                       | Bb Trickz                                                     | Drapeau de l'Espagne           | Brat and it's completely different but also still brat (en)           |
| 2024  | Sympathy is a knife                 | Ariana Grande                                                 | Drapeau des États-Unis         | Brat and it's completely different but also still brat (en)           |
| 2024  | I might say something stupid        | The 1975 et Jon Hopkins                                       | Drapeau du Royaume-Uni         | Brat and it's completely different but also still brat (en)           |
| 2024  | Everything is romantic              | Caroline Polachek                                             | Drapeau des États-Unis         | Brat and it's completely different but also still brat (en)           |
| 2024  | Rewind                              | Bladee                                                        | Drapeau de la Suède            | Brat and it's completely different but also still brat (en)           |
| 2024  | So I                                | A. G. Cook                                                    | Drapeau du Royaume-Uni         | Brat and it's completely different but also still brat (en)           |
| 2024  | Apple (feat)                        | The Japanese House                                            | Drapeau du Royaume-Uni         | Brat and it's completely different but also still brat (en)           |
| 2024  | B2b                                 | Tinashe                                                       | Drapeau des États-Unis         | Brat and it's completely different but also still brat (en)           |
| 2024  | Mean girls                          | Julian Casablancas                                            | Drapeau des États-Unis         | Brat and it's completely different but also still brat (en)           |
| 2024  | I think about it all the time       | Bon Iver                                                      | Drapeau des États-Unis         | Brat and it's completely different but also still brat (en)           |
| 2024  | 365 (feat)                          | Shygirl                                                       | Drapeau du Royaume-Uni         | Brat and it's completely different but also still brat (en)           |
| 2024  | Spring Breakers (feat)              | Kesha                                                         | Drapeau des États-Unis         | Brat and it's completely different but also still brat (en)           |

## Tournées

### En tête d'affiche
- 2014 : Girl Power North America Tour
- 2015 : Sucker World Tour
- 2015 : Charli and Jack Do America Tour
- 2017 : Number 1 Angel Tour
- 2019 : Charli Tour
- 2022 : "CRASH" The Live Tour
- 2024 : Brat Tour

### Premières parties
- 2011 : The Ting Tings – Show Us Yours Tour
- 2012 : Azealia Banks – Mermaid Ball
- 2012 : Coldplay – Mylo Xyloto Tour
- 2013 : Ellie Goulding – The Halcyon Days Tour
- 2013 : Marina and the Diamonds – The Lonely Hearts Club Tour
- 2013 : Paramore – The Self-Titled Tour
- 2015 : Katy Perry – The Prismatic World Tour
- 2017 : Halsey - Hopeless Fountain Kingdom World Tour
- 2017 : Sia - Nostalgic For the Present Tour
- 2018 : Taylor Swift - Taylor Swift's Reputation Stadium Tour

## Filmographie

### Cinéma

#### Longs métrages
- 2016 : Angry Birds, le film (The Angry Birds Movie) de Clay Kaytis et Fergal Reilly : Willow (voix)
- 2019 : UglyDolls de Kelly Asbury : Kitty (voix)
- 2025 : Faces of Death de Daniel Goldhaber
- 2025 : Erupcja de Pete Ohs
- 2025 : I Want Your Sex de Gregg Araki
- 2025 : Sacrifice de Romain Gavras
- 2025 : 100 Nights of Hero de Julia Jackman : Rosa
- 2025 : The Moment de Aidan Zamiri
- 2026 : The Gallerist de Cathy Yan

#### Courts métrages
- 2014 : Lennon or McCartney de Matt Schichter : Elle-même
- 2015 : Charli XCX: The F-Word and Me de Clare Tavernor : Elle-même
- 2015 : Taylor Swift: The 1989 World Tour - Live de Jonas Åkerlund : Elle-même
- 2018 : Taylor Swift: Reputation Stadium Tour de  Paul Dugdale : Elle-même
- 2021 : Charli XCX: Alone Together de Bradley Bell et Pablo Jones-Soler : Elle-même
- 2024 : Charli XCX : The BRAT Interview : Elle-même

### Télévision
- 2014 : Major Lazer : Lady Vanessa Rothchild (voix - saison 1, épisode 11)
- 2022 : Gossip Girl : elle-même (saison 2, épisode 4)
- 2021 : RuPaul's Drag Race All Stars : juge (saison 6, épisode 9 & 10)
- 2025 : Surcompensation (Overcompensating) : elle-même (saison 1, épisode 4 - également productrice déléguée)

### Compositrice
- 2023 : Bottoms d'Emma Seligman (co-compositrice avec Leo Birenberg)
- TBA : Mother Mary de David Lowery (co-compositrice avec Andrew Droz de Daniel Hart)

## Récompenses et nominations
| Année | Prix                     | Catégorie                                          | Œuvre nommée               | Résultat   |
| ----- | ------------------------ | -------------------------------------------------- | -------------------------- | ---------- |
| 2013  | Teen Choice Awards       | Single choisi : groupe                             | I Love It                  | Nomination |
| 2014  | Billboard Music Awards   | Meilleure chanson Dance/Électronique               | I Love It                  | Nomination |
| 2014  | iHeartRadio Music Awards | Meilleur texte                                     | I Love It                  | Nomination |
| 2014  | SESAC Pop Awards         | Compositeur de l’année                             | I Love It                  | Lauréat    |
| 2014  | SESAC Pop Awards         | Chanson de l’année                                 | I Love It                  | Lauréat    |
| 2014  | Much Music Video Awards  | Clip international de l’année – Artiste            | Fancy                      | Nomination |
| 2014  | World Music Awards       | Meilleure chanson internationale                   | Fancy                      | Nomination |
| 2014  | World Music Awards       | Meilleur clip international                        | Fancy                      | Nomination |
| 2014  | MTV Video Music Awards   | Artiste à suivre                                   | Boom Clap                  | Nomination |
| 2014  | MTV Europe Music Awards  | Révélation de l'année                              |                            | Nomination |
| 2014  | MTV Europe Music Awards  | Meilleur artiste MTV Push                          |                            | Nomination |
| 2025  | Grammy Awards            | Meilleur enregistrement pop/dance                  | Von dutch                  | Lauréat    |
| 2025  | Grammy Awards            | Meilleure pochette d'album                         | Brat                       | Lauréat    |
| 2025  | Grammy Awards            | Meilleur album dance/Électronique                  | Brat                       | Lauréat    |
| 2025  | Grammy Awards            | Meilleure prestation pop solo                      | Apple                      | Nomination |
| 2025  | Grammy Awards            | Meilleure prestation vocale pop d'un duo ou groupe | Guess                      | Nomination |
| 2025  | The BRIT Awards          | Album de l'année Mastercard                        | Brat                       | Lauréat    |
| 2025  | The BRIT Awards          | Artiste de l'année                                 |                            | Lauréat    |
| 2025  | The BRIT Awards          | Chanson de l'année Mastercard                      | Guess feat. Billie Eillish | Lauréat    |
| 2025  | The BRIT Awards          | Meilleur « Pop Act »                               |                            | Nomination |
| 2025  | The BRIT Awards          | Meilleur « Dance Act »                             |                            | Lauréat    |